# Полосатые горлицы
Полосатые горлицы, или земляные горлицы (лат. Geopelia) — род птиц семейства голубиных.
Горлицы имеют длину тела около 20 см и массу 50 г.

## Виды
В состав рода включают 5 видов:
- Geopelia cuneata — бриллиантовая полосатая горлица
- Geopelia humeralis — медношейная полосатая горлица
- Geopelia maugei
- Geopelia placida
- Geopelia striata — полосатая горлица

## Ареал
Бриллиантовая полосатая горлица — эндемик Австралии, интродуцирована в Пуэрто-Рико. Повсюду содержится как клеточная птица.
Медношейная полосатая горлица и Geopelia placida обитают в Австралии, на Новой Гвинее, островах Индонезии. Geopelia maugei — в Индонезии и Восточном Тиморе.
Ареал полосатой горлицы охватывает Южную и Юго-Восточную Азию. Эта птицы была интродуцирована за пределы своего начального ареала в разные части света.

## Иллюстрации

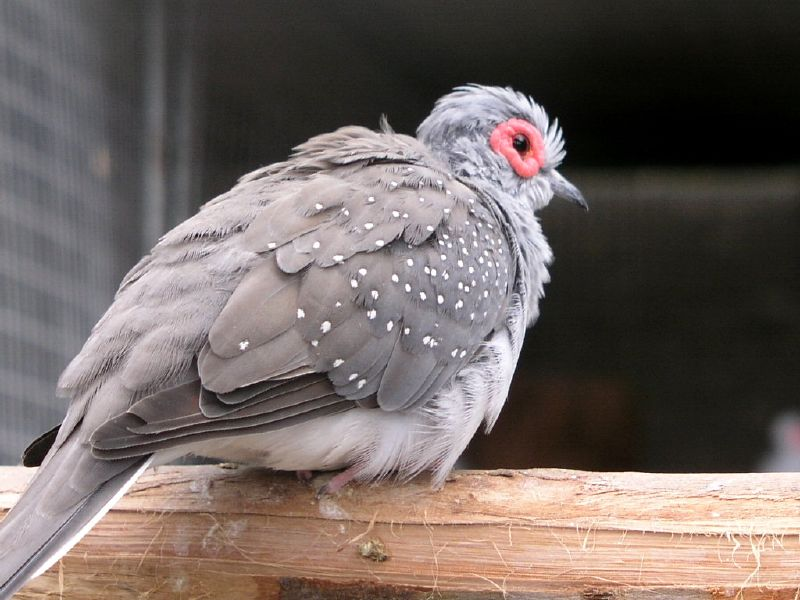
Бриллиантовая полосатая горлица
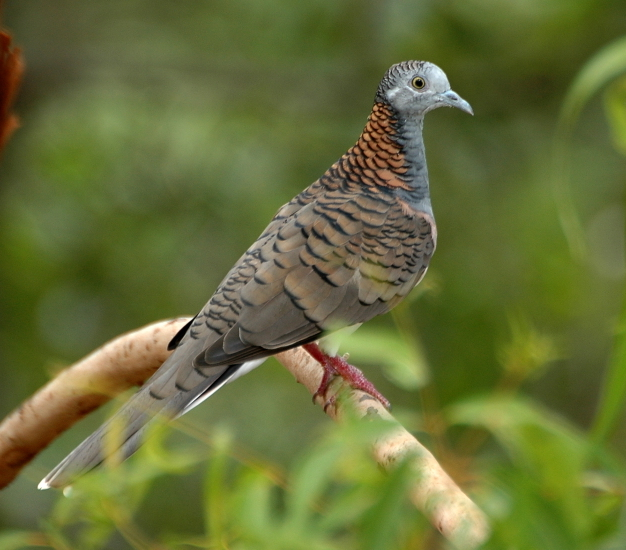
Медношейная полосатая горлица
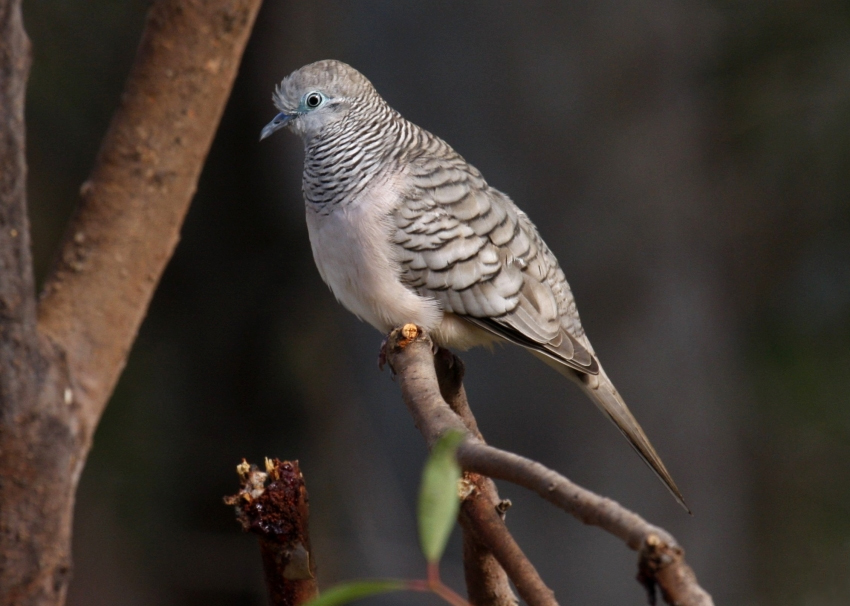
Geopelia placida